# Sortskjorter
Sortskjorter (på italiensk camicie nere, forkortet CC.NN., i flertal, camicia nera i ental) var kaldenavn for Benito Mussolinis væbnede, uniformerede grupper som deltog i marchen mod Rom, fascistenes statskup i Italien i efteråret 1922, og som i 1923 blev samlet i Den frivillige milits for national sikkerhed (Milizia Volontaria per la Sicurezza Nazionale, MVSN). MSVN var fascistpartiet Partito Nazionale Fascistas paramilitære milits som især udførte politiopgaver og i 1924 blev indlemmet i landets væbnede styrker. Der kæmpede militære enheder af  "sortskjorter" både  den anden italiensk-abessinske krig, den spanske borgerkrig og 2. verdenskrig.
Tilnavnet skyldes militsens  sorte uniformskjorter, en farve fascistene havde lånt fra Arditi specialstyrkerne, som blev oprettet af den italienske hær i 1917. Arditi ("de modige") blev også kaldt Fiamme Nere ("sorte flammer") efter de sorte kravemærker på uniformerne. Disse soldater bar desuden sorte bløde fezer med dusk og et mærke som forestilede et kranium med en dolk i munden. Den sorte farve blev desuden brugt i de italienske fascisters flag, som ellers var dekoreret med fasces, en økse i et knippe pinde.